# Райхлінг
Райхлінг (нім. Reichling) — громада в Німеччині, розташована в землі Баварія. Підпорядковується адміністративному округу Верхня Баварія. Входить до складу району Ландсберг. Центр об'єднання громад Райхлінг.
Площа — 23,27 км2. Населення становить 1695 ос. (станом на 31 грудня 2020).